# Saint-Marin aux Jeux olympiques d'été de 2020
Saint-Marin participe aux Jeux olympiques d'été de 2020 à Tokyo au Japon. Il s'agit de sa 15e participation aux Jeux d'été.
La délégation de Saint-Marin obtient les premières médailles de son histoire lors de ces Jeux.

## Médaillés
| Sport | Discipline | Athlète(s)                          | Performance | Date       |
| ----- | ---------- | ----------------------------------- | ----------- | ---------- |
| Tir   | Trap mixte | Gian Marco Berti Alessandra Perilli | 40 points   | 31 juillet |

| Sport | Discipline         | Athlète(s)         | Performance               | Date       |
| ----- | ------------------ | ------------------ | ------------------------- | ---------- |
| Tir   | Trap femmes        | Alessandra Perilli | 29 points                 | 29 juillet |
| Lutte | Libre 86 kg hommes | Myles Amine        | Deepak Punia Victoire 4-2 | 5 août     |

## Nombre d’athlètes qualifiés par sport
Voici la liste des qualifiés et sélectionnés par sport :
| Sport    | Hommes | Femmes | Total |
| -------- | ------ | ------ | ----- |
| Judo     | 1      | 0      | 1     |
| Lutte    | 1      | 0      | 1     |
| Natation | 0      | 1      | 1     |
| Tir      | 1      | 1      | 2     |
| Total    | 3      | 2      | 5     |

## Résultats

### Judo
| Athlète (numéro de tête de série) | Compétition    | 1er tour                 | 2e tour             | Quart de finale     | Demi-finale         | Repêchage 1         | Repêchage 2         | Finale              | Rang    |         |
| Athlète (numéro de tête de série) | Compétition    | Adversaire Résultat      | Adversaire Résultat | Adversaire Résultat | Adversaire Résultat | Adversaire Résultat | Adversaire Résultat | Adversaire Résultat | Rang    |         |
| --------------------------------- | -------------- | ------------------------ | ------------------- | ------------------- | ------------------- | ------------------- | ------------------- | ------------------- | ------- | ------- |
| Paolo Persoglia                   | Moins de 90 kg | van 't End Défaite 00-10 | Éliminé             | Éliminé             | Éliminé             | Éliminé             | Éliminé             | Éliminé             | Éliminé | Éliminé |

### Lutte
En avril 2021, un athlète obtient une qualification pour les Jeux olympiques à la suite de sa participation en demi-finale du championnat mondial 2019 : Myles Amine.
| Athlète     | Compétition  | Huitièmes de finale     | Quarts de finale    | Demi-finales        | Repêchage             | Finale/ MB          | Rang                                |
| Athlète     | Compétition  | Adversaire Résultat     | Adversaire Résultat | Adversaire Résultat | Adversaire Résultat   | Adversaire Résultat | Rang                                |
| ----------- | ------------ | ----------------------- | ------------------- | ------------------- | --------------------- | ------------------- | ----------------------------------- |
| Myles Amine | 86 kg hommes | Izquierdo Victoire 12-2 | Taylor Défaite 2-12 | Non qualifié        | Shabanau Victoire 2-0 | Punia Victoire 4-2  | Médaille de bronze, Jeux olympiques |

### Natation
| Athlète         | Épreuve            | Série          | Série | Demi-finale | Demi-finale | Finale   | Finale   |
| Athlète         | Épreuve            | Temps          | Rang  | Temps       | Rang        | Temps    | Rang     |
| --------------- | ------------------ | -------------- | ----- | ----------- | ----------- | -------- | -------- |
| Arianna Valloni | 800 m nage libre   | 8 min 54 s 78  | 29e   | Éliminée    | Éliminée    | Éliminée | Éliminée |
| Arianna Valloni | 1 500 m nage libre | 16 min 54 s 64 | 32e   | Éliminée    | Éliminée    | Éliminée | Éliminée |

### Tir
En mai 2021, deux athlètes en trap obtiennent une qualification pour les Jeux olympiques à la suite de leurs performances mondiales : Gian Marco Berti et Alessandra Perilli.
| Athlète                             | Compétition  | Qualification | Qualification | Finale  | Finale                              |
| Athlète                             | Compétition  | Points        | Rang          | Points  | Rang                                |
| ----------------------------------- | ------------ | ------------- | ------------- | ------- | ----------------------------------- |
| Gian Marco Berti                    | Trap hommes, | 121           | 18            | Éliminé | Éliminé                             |
| Alessandra Perilli                  | Trap femmes, | 122           | 2             | 29      | Médaille de bronze, Jeux olympiques |
| Alessandra Perilli Gian Marco Berti | Trap mixte,  | 148           | 2             | 40      | Médaille d'argent, Jeux olympiques  |